# Dina de Marco
Dinazar Núñez Jiménez (Ciudad de México, 6 de julio de 1937-Ciudad de México, 17 de junio de 1998), conocida como Dina de Marco, fue una actriz mexicana.

## Biografía y carrera
Dinazar Núñez Jiménez nació el 6 de julio de 1937 en la Ciudad de México, siendo hija de José Núñez Mercado y de María Teresa Jiménez Banquells. Comenzó su carrera artística como bailarina en el 1952. Estudió actuación en la Academia de Andrés Soler. A finales de la década de los 50 debutó en el cine, luego trabajó en el teatro y la televisión. Se casó con el actor y director Rafael Banquells en 1955, su matrimonio duró 35 años hasta la muerte de este en 1990. Procrearon cinco hijos, Rocío Banquells (actriz y cantante), Mary Paz Banquells (actriz), Rafael Banquells, hijo (actor y director), José Manuel y Ariadne. Dirigió el programa de televisión Plaza Sésamo. Su último trabajo fue en la telenovela Esmeralda (1997), ya había sido diagnosticada de cáncer y cumplió con su trabajo, muy profesionalmente, hasta el final de la telenovela. 

### Muerte
El 17 de junio de 1998, De Marco falleció en Ciudad de México a los 60 años de edad, a causa de un Infarto agudo de miocardio, acidosis metabólica severa, cáncer de ovario terminal, e hipertensión arterial sistémica. Su cuerpo fue cremado en el Panteón Español, ubicado en la misma ciudad. El paradero final de sus cenizas es desconocido.

## Filmografía

### Películas
- El espejo de la bruja (1962): Elena[2]
- Los secretos del sexo débil (1962)
- La comezón del amor (1961)
- Pepito y los robachicos (1958)

### Telenovelas
- Esmeralda (1997) - Crisanta
- Sentimientos ajenos (1996) - Donata
- Alondra (1995) - Trini Gómez
- Madres egoístas (1991) - Jacinta Arriaga
- La pícara soñadora (1991) - Doña Bertha
- Carrusel (1989-1990)
- El cristal empañado (1989) - Paulina
- Rosa salvaje (1987-1988) - Natalia
- Tiempo de amar (1987) - Margot
- Principessa (1984-1986) - Virginia
- Aprendiendo a vivir (1984) - Perla
- Chispita (1982-1983)- Doña Alma
- Bianca Vidal (1982-1983) - Guillermina
- El árabe (1980) - Yadira
- Ladronzuela (1978)
- Mamá Campanita (1978) - Lucero
- Santa (1978)
- El ruiseñor mexicano (1969): Amalia
- Felipa Sánchez, la soldadera (1967) - Rosario
- Gutierritos (1966) - Anita
- Tú eres un extraño (1965) - Blanca
- Cumbres Borrascosas (1964)
- Divorciadas (1961)
- Murallas blancas (1960)

### Dirección de escena
- Carrusel de las Américas (1992)... Dirección de escena en locación